# Амсарский сельсовет
Амсарский сельсовет — административно-территориальная единица и муниципальное образование со статусом сельского поселения в Рутульском районе Дагестана Российской Федерации.
Административный центр — село Амсар.

## Население
| 2002 | 2010 | 2012 | 2013 | 2014 | 2015 | 2016 |
| ---- | ---- | ---- | ---- | ---- | ---- | ---- |
| 947  | ↘868 | ↘837 | ↘803 | ↘790 | ↘776 | ↘762 |
| 2017 | 2018 | 2019 | 2020 | 2021 | 2023 | 2024 |
| ↘748 | ↘742 | ↘734 | ↘727 | ↗896 | ↘878 | ↘865 |
| 2025 |      |      |      |      |      |      |
| ↗877 |      |      |      |      |      |      |

## Состав
| № | Населённый пункт | Тип населённого пункта       | Население |
| - | ---------------- | ---------------------------- | --------- |
| 1 | Амсар            | село, административный центр | ↗488      |
| 2 | Кала             | село                         | →408      |